# Обергайд
Обергайд (нім. Oberhaid) — громада в Німеччині, розташована в землі Баварія. Підпорядковується адміністративному округу Верхня Франконія. Входить до складу району Бамберг.
Площа — 27,22 км2. Населення становить 4788 ос. (станом на 31 грудня 2020).